# Square Foch
Le square Foch est un square de Lille, dans le Nord, en France.

## Situation et accès
Il s'agit de l'un des squares du quartier de Lille-Centre qui débouche sur le square Dutilleul au départ de la rue Nationale. Les deux squares sont bordés par l'avenue Foch, que traverse la rue de Tenremonde. Le site figure parmi les îlots regroupés pour l'information statistique (IRIS No 0112 - LILLE CENTRE 12) de Lille, tels que l'Insee les a établis en 1999.
L'avenue longe le square Foch et le square Dutilleul, elle desservie par la station de métro Rihour.

## Origine du nom
Le square tient son nom de Ferdinand Foch (1851-1929), maréchal de France, le généralissime de la Grande Guerre.

## Historique
Le square Foch est implanté sur l' ancien square de la Reine Hortense (1862-1870), un jardin à l'anglaise, qui fut renommé square de Jussieu jusqu'en 1949. Il a été élaboré en 1862 à l'emplacement d'une ancienne dérivation de la Deûle et d'anciens fossés d'enceinte comblés à partir de 1859 lors de l'agrandissement de 1858. 
Il avait été envisagé en 1860 d'établir à cet emplacement un port fluvial dans le prolongement du bassin Saint-Martin (port du Wault). Ce projet fut abandonné au profit de la création du port Vauban.
À l'origine, le square était délimité, au nord-ouest, par la rue de Tenremonde, et au sud-est, par la rue Impériale (rue Nationale à partir de 1870).

## Bâtiments remarquables et lieux de mémoire
- La statue équestre du Maréchal Foch réalisée en 1936, par le sculpteur Edgar Boutry (Français, 1857-1938).
- Le monument situé à l'entrée du square en hommage à Alexandre Desrousseaux, créateur de la berceuse de 1853 , écrite en ch'ti: L'canchon Dormoire plus connue sous le nom du P’tit Quinquin (« Petit enfant »).